# Goze

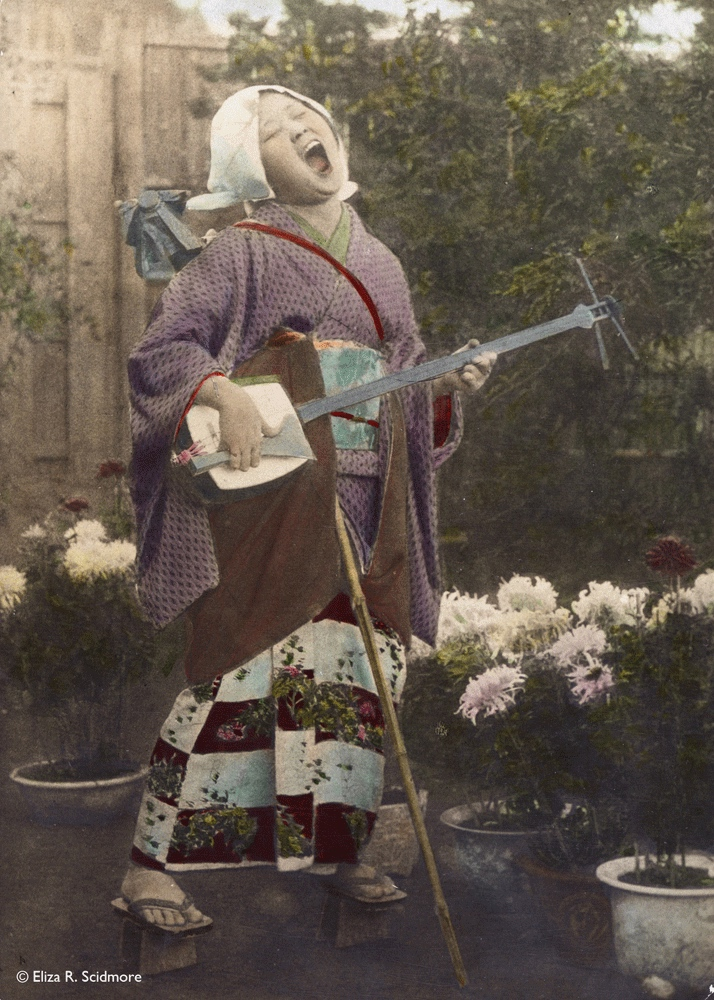
Photographie coloriée à la main d'une goze.

Les goze (瞽女) étaient des femmes japonaises aveugles itinérantes qui travaillaient dans la musique et qui jouaient, le plus souvent, du shamisen.

## Organisation
À l'origine, les goze appartenaient à une organisation semblable à une guilde dont elles recevaient un titre d'adhésion. Envoyées vers diverses destinations en compagnie d'apprenties, elles jouaient des pièces d'un répertoire autorisé et opéraient selon un strict code de règles de comportement et de transactions commerciales permises destinées à maintenir leur réputation,.

## Histoire
L'activité des goze commence à cesser dans les années 1970. La dernière goze célèbre, Haru Kobayashi (en) meurt en 2005 à l'âge de 105 ans.

## Dans la culture populaire

### Peinture
En 1959, lors d'un voyage en Europe, Shin'ichi Saitō découvre les gitans et de retour au Japon il voit dans les goze, chanteuses folkloriques itinérantes, une manifestation nippone du phénomène gitan. Parti sur leurs traces, il peint leur vie,.

### Photographie
Le photographe Shoko Hashimoto a documenté le périple des goze dans de nombreux reportages publiés dans Asahi Graph (en). Ils ont été compilés dans le livre Shoko Hashimoto: Goze Asahigraph Reprint traduit en anglais en 2019.

### Cinéma
Dans La Ballade de Tsugaru (津軽じょんがら節, Tsugaru jongara bushi, 1973), Kōichi Saitō s'inspire pour ce film de la figure traditionnelle des goze. Le personnage de Yuki déclare vouloir devenir l'une d'entre elles et le réalisateur recourt à des inserts graphiques stylisés reprenant directement des peintures de Shin'ichi Saitō (1922-1994) représentant des goze.
Dans Orin la proscrite (はなれ瞽女おりん, Hanare goze Orin, 1977) de Masahiro Shinoda, le personnage principal Orin, interprété par Shima Iwashita est une goze.
Dans Ichi, la femme samouraï (Ichi, 2008) de Fumihiko Sori, l'héroïne est une jeune femme goze, également bushi, armée d'un sabre shirasaya (sabre sans garde qui dans son fourreau peut passer pour un bâton de marche).

### Télévision
Nagisa Ōshima a réalisé en 1972 Le Voyage des musiciens aveugles, un court-métrage documentaire sur les goze.
Dans l'épisode 23 de la première saison de Zatoichi, série de 1974, le héros vient en aide à Sawa, une goze qu'un chef de maison tente de faire assassiner.
Dans l'épisode 20 de la série Samurai champloo, les personnages principaux rencontrent puis s'associent avec une goze, femme rencontrée dans un bar lorsqu'elle se donnait en spectacle.